# Oslo Sporveier
AS Oslo Sporveier, oprindeligt AS Kristiania Sporveier, var et norsk kommunalt ejet selskab, der eksisterede fra 1924 til 2007, og som ejede og drev sporveje, T-baner og busser i Oslo.

## Historie
Indtil 1924 blev Oslos sporveje drevet af de to private selskaber Kristiania Sporveisselskab fra 1875 og Kristiania Elektriske Sporvei fra 1894. I 1924 udløb begge selskabers koncessioner, og det benyttede kommunen til at indløse dem og slå dem sammen i et selskab, AS Kristiania Sporveier. Kun Kristiania Elektriske Sporveis linje fra Jernbanetorget til Lilleaker forblev på private hænder som Bærumsbanen.
1. januar 1925 skiftede byen navn fra Kristiania til Oslo, og sporvejsselskabet skiftede følgelig navn til AS Oslo Sporveier. Som sådan udvidede det stadig i de følgende år, for eksempel med busdrift fra 1927 og T-bane fra 1966. I 1944 overtog selskabet driften af Bærumsbanen, der da også omfattede Østensjøbanen. Ved sammenlægningen af Oslo kommune og Aker herred i 1948 blev Oslo Sporveier og Akersbanerne også slået sammen. I 1965 overtog man Ekebergbanen og i 1975 Holmenkolbanen.
I 2006 betød en omorganisering, at AS Oslo Sporveier skiftede navn til Kollektivtransportproduksjon AS, idet der samtidig oprettedes et nyt administrationsselskab med ca. 50 ansatte, der overtog navnet AS Oslo Sporveier. Administrationsselskabet skiftede navn til Ruter 1. januar 2008, mens Kollektivtransportproduksjon AS skiftede navn til Sporveien Oslo i maj 2013 og til Sporveien 1. september 2017.